# Rika Masuya
Rika Masuya (født 14. september 1995) er en japansk fodboldspiller. Hun spillede på Japans kvindefodboldlandshold fra 2014 til 2018.

## Japans fodboldlandshold
| Japans landshold | Japans landshold | Japans landshold |
| År               | Kmp              | Mål              |
| ---------------- | ---------------- | ---------------- |
| 2014             | 7                | 2                |
| 2015             | 3                | 1                |
| 2016             | 3                | 0                |
| 2017             | 2                | 0                |
| 2018             | 12               | 3                |
| Total            | 27               | 6                |